# Akiba's Trip: Undead & Undressed
Akiba's Trip: Undead & Undressed, lanzado como Akiba's Trip 2 en Japón, es un videojuego de acción y aventuras de 2013 para PlayStation Vita, PlayStation 3, PlayStation 4 y Microsoft Windows de Acquire. Es la secuela de Akiba's Trip en PlayStation Portable. Un tercer juego de la serie, Akiba's Trip Festa, se lanzó en noviembre de 2016.
En abril de 2023 se lanzó una versión del director del juego en Japón para Windows, Nintendo Switch y PS4.

## Jugabilidad
En Akiba's Trip, el jugador explora Akihabara y le quita la ropa a los "Synthisters". Hay diferentes cosas que hacer, como comprar artículos en las tiendas, ingresar a cafés de limpieza para comer y jugar, o dirigirse al campo de batalla para entrenar y aumentar el rango de jugador.
La historia se juega como una novela visual donde el jugador puede elegir opciones de diálogo para avanzar en la historia. Ciertas opciones aumentarán el nivel de afecto del personaje del jugador con ciertos personajes que divergirán en diferentes finales para que el jugador los experimente. Se desbloquea un sistema de pistas al completar el juego para garantizar que el nivel de afecto aumente para el personaje que elija el jugador.
Cuando se inicia en la batalla, el jugador elige qué arma usar. El jugador apunta ataques a la parte inferior, media o superior del cuerpo para debilitar la ropa del enemigo, y cada parte del cuerpo tiene su propio botón respectivo. Hay un ataque combinado al presionar el botón de ataque repetidamente, un ataque hacia adelante para mover el joystick analógico hacia adelante mientras ataca, un ataque fuerte para mover el joystick analógico hacia atrás mientras ataca junto con un ataque aéreo y un ataque de guardia. La protección esquiva todos los ataques pero deja al personaje del jugador vulnerable a que le quiten la ropa, pero el jugador también puede contraatacar el ataque del Synthister o, si su ropa parpadea, puede contrarrestarla. Cuando la ropa parpadea, el jugador puede mantener presionado el botón de ataque para quitarse la ropa, pero si la ropa no parpadea, puede mantener presionado el botón y luego aplastarlo para forzarla a quitarse la ropa. 
Cuanto más se quite el jugador un determinado tipo de ropa, más aumentará su habilidad de quitarse, lo que permitirá que la ropa no se rompa para que pueda guardarla para el inventario.Si el medidor en la parte superior izquierda de la pantalla está lleno y si el jugador está aliado con Shizuku, Touka, Kati, Shion o Nana, pueden realizar una tira al unísono, donde causan un gran daño a un Synthister y hacen que los otros Synthisters estar mareados, desnudándolos hasta que ya no estén mareados o se acabe la tira de cadena.

## Trama
Ambientada en Akihabara, la zona comercial ha sido invadida por criaturas conocidas como "Synthisters" que se aprovechan de los clientes de Akihabara, deleitándose con su energía social y su voluntad de vivir. Estos enemigos solo pueden detenerse mediante la exposición directa a la luz solar, lo que significa que el jugador debe derrotar a estos sintetizadores quitándose violentamente la ropa y exponiéndola a la luz solar. La historia gira en torno a una conspiración detrás de la organización Magaimono que el jugador explora. Dentro del juego, hay más de 130 tiendas reales de Akihabara que el jugador puede visitar.

## Personajes
- Protagonista (Nanashi) (主人公(ナナシ)) - El personaje principal, un estudiante de secundaria de tipo otaku, aficionado a Akihabara. Convertido en Synthister por la organización Magaimono pero escapó.
- Tohko Sagisaka (鷺坂登子(トーコ)) - Amigo de la infancia del protagonista y miembro de la vigilancia del vecindario de Akihabara.
- Shizuku Tokikaze (刻風雫): una chica con cabello trenzado de color púrpura con un poder misterioso y un Nighteater amigable.
- Rin Tokikaze (刻風凛): un ídolo cantante nacional popular. A medida que avanza el juego, se revela que ella es la hermana de Shizuku.
- Soga Kagutsuki (輝月宗牙): el principal antagonista del juego. También es del mismo clan Nighteater que Shizuku y Rin. Quiere convertir todo Akihabara en Synthisters.
- Shion Kasugai (霞会志遠): directora ejecutiva de una empresa farmacéutica de 26 años y conocida del protagonista.
- Nana (ナナ): la hermana pequeña hikikomori del protagonista que vive en una habitación detrás de la barra en Mogra.
- Zenya Amo (天羽禅夜) - Cabecilla de Magaimono. Es el primer antagonista importante introducido.
- Kaito Tachibana (怪盗橘) - Un hermano gemelo mayor de Yuto.
- Yuto Tachibana (勇人橘): hermano gemelo menor de Kaito.
- Kati Räikkönen (カティ ライコネン): una chica finlandesa que vino a estudiar a Japón porque le gusta el anime y los JRPG. Trabaja a tiempo parcial como empleada doméstica en el bar Mogra.
- Koma Sakaguchi (高麗坂口): asistente de Shion, más tarde se reveló como un sirviente de Soga.
- Kihachi Sugiyama (Pops) (喜八杉山(ポップス)) - Es el dueño de Mogra y el líder de los Freedom Fighters de Akiba.

## Desarrollo y lanzamiento
El desarrollo del juego se anunció por primera vez en Famitsu en agosto de 2013. El 29 de agosto de 2013 se lanzó un tráiler oficial que presentaba los conceptos principales del juego, incluida una función que permite a dos personajes quitarle la ropa a un enemigo al unísono.
Akiba's Trip: Undead & Undressed fue localizado al chino y al coreano con la ayuda de Sony Computer Entertainment Japan. El juego incluye contenido descargable colaborativo en forma de disfraces de personajes y elementos equipables, incluidos los de Ragnarok Odyssey Ace, Disgaea, Hyperdimension Neptunia, The Legend of Heroes, Super Sonico y Genshiken.
Xseed Games localizó el juego en América del Norte y lo lanzó el 12 de agosto de 2014 en PS3 y Vita, y la versión para PS4 se lanzó a fines de 2014. NIS America lanzó el juego en Europa el 10 de octubre de 2014. La localización occidental del juego de Xseed Games presenta audio y texto originales en japonés, y la publicidad japonesa de lugares y productos reales de Akihabara dentro del juego original permanece intacta. La versión física se envió con audio dual y el juego se almacenó en un cartucho Vita de 4 GB.

## Recepción
En el lanzamiento del juego en Japón, Famitsu le dio a las versiones de PlayStation 3 y PlayStation Vita una puntuación de un nueve y tres ochos para un total de 33 sobre 40. 
Tras su lanzamiento en Occidente, el juego recibió críticas "mixtas" en todas las plataformas según el sitio web de agregación de reseñas Metacritic .    Hardcore Gamer elogió la jugabilidad y la cantidad de contenido de la versión de Vita, pero criticó los problemas técnicos y el fan-service. También afirmaron que "Akiba es un juego de mundo abierto, pero es difícil perderse por completo en él debido a la cantidad de pantallas de carga que encuentras cuando viajas de una sección a otra de la ciudad".  Tras su lanzamiento para PC, HonestGamers elogió la sátira del juego de un material original que claramente amaba, aunque señaló que el sistema de batalla era "gloriosamente torpe".
The Digital Fix le dio a la versión de Vita una puntuación de seis sobre diez, diciendo: "Ciertamente no es un juego de broma, y la calidad de la escritura lo eleva para aquellos que aprecian el material al que se dirige, pero todo el combate La mecánica se vuelve tan aburrida tan rápido que no puedes evitar desear que el juego hubiera sido más corto, la historia más enfocada, en lugar de que los elementos más positivos del juego perdieran parte de su brillo al esconderse detrás del resto." Metro, sin embargo, le dio a la versión de PlayStation 3 una puntuación de cuatro sobre diez, diciendo: "La mayor ofensa aquí no es el sexismo, sino simplemente el tedio ante la acción superficial del juego, aunque mientras dura la broma de una nota, es divertida". " New York Daily News le dio a la versión de PlayStation 4 dos estrellas de cinco, calificándola como "un ejemplo de lo que sucede cuando construyes un juego de rol de anime en torno a lo únicamente superficial. Es Shin Megami Tensei sin absolutamente ninguna profundidad y sin sentido. historia que de alguna manera casi funciona, de alguna manera, hay encantos en todo el campamento, pero las fallas técnicas arruinan todo eso, dejando un juego que despertará tu curiosidad y luego te decepcionará amargamente".

Durante la primera semana de lanzamiento en Japón, el juego vendió 33.476 unidades físicas de venta minorista de PlayStation Vita y 20.230 unidades físicas de venta minorista de PlayStation 3, ubicándose en el cuarto y octavo lugar respectivamente entre todas las ventas de software de esa semana.